# Bodes galax
Bodes galax, även kallad M81 eller NGC 3031, är en spiralgalax ungefär 12 miljoner ljusår från jorden i stjärnbilden Stora björnen. Den upptäcktes av Johann Elert Bode den 31 december 1774 och är uppkallad efter honom. År 1779 identifierade Pierre Méchain och Charles Messier Bodes objekt på nytt och listade det då i Messierkatalogen.

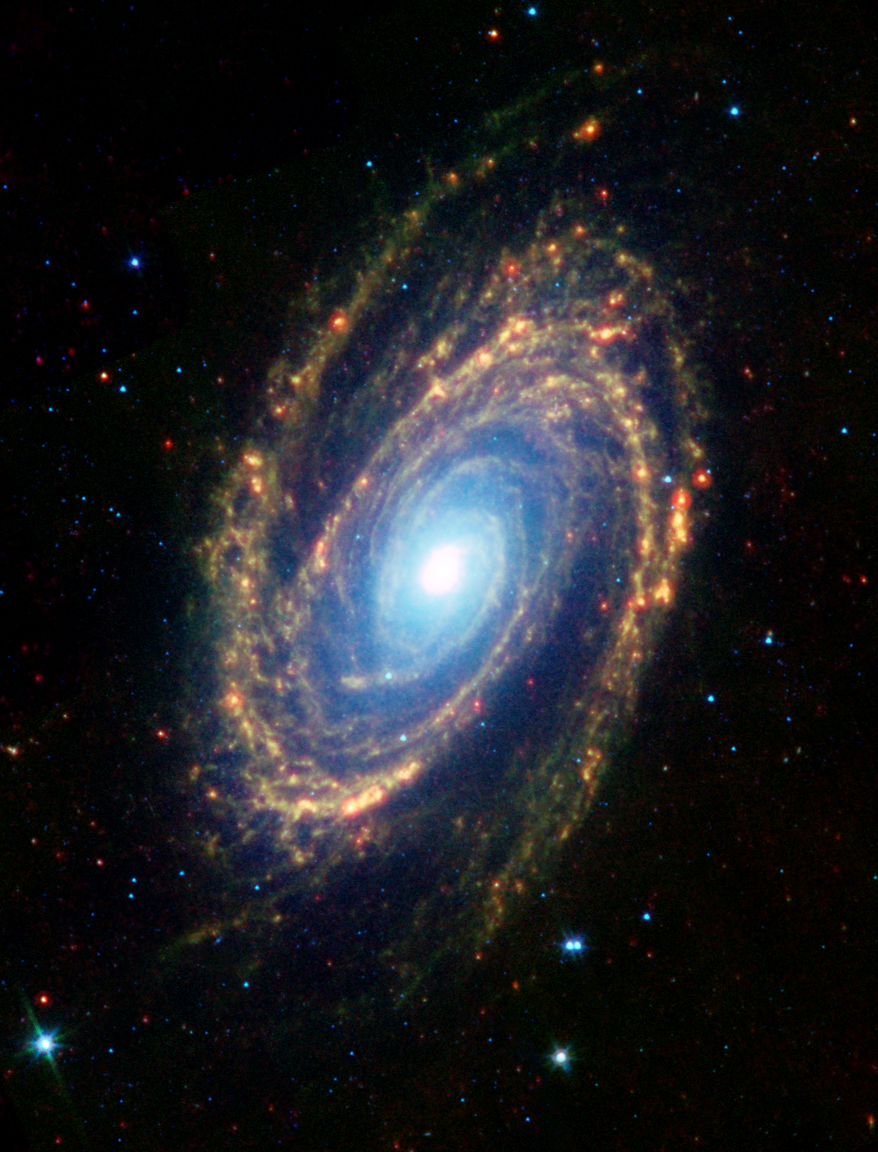
En bild i infrarött av Messier 81 tagen med Spitzerteleskopet av NASA/JPL-Caltech/K. Gordon+S. Willner+N.A. Sharp. De blå färgerna visar stjärnemission observerad vid 3,6 μm. Det gröna är 8 μm emission som härrör från polycykliska aromatiska kolväten i det interstellära mediet. De röda färgerna representerar 24 μm emission med ursprung i upphettat damm i det interstellära mediet. De gröna färgerna representerar 8 μm emission som huvudsakligen härrör från polycykliska aromatiska kolväten i det interstellära mediet De röda färgerna representerar 24 μm emission som härrör från uppvärmt stoft i det interstellära mediet.

Galaxen har en D25 isofotal diameter på 29,44 kiloparsek (96 000 ljusår). På grund av sin relativa närhet till Vintergatan, stora storlek och aktiva galaxkärna (som hyser ett supermassivt svart hål på 70 miljoner solmassor), har Messier 81 studerats utförligt av professionella astronomer. Galaxens stora storlek och relativt höga ljusstyrka gör den också till ett populärt mål för amatörastronomer. I slutet av februari 2022 rapporterade astronomer att M81 kan vara källan till FRB 20200120E, en upprepande snabbt radioutbrott. M81 och M82 ligger ca 38 bågminuter isär och är lätta att uppfatta i samma synfält i ett amatörteleskop eller kikare med låg förstoring. Många håller dem som ett av de vackraste stjärnparen för observatörer.

## Synlighet
Galaxen ligger ungefär 10° nordväst om Alfa Ursae Majoris (Dubhe) tillsammans med flera andra galaxer i Messier 81-gruppen. Dess skenbara magnitud på grund av avståndet gör att den kräver en bra natthimmel och stiger bara mycket kort och extremt lågt vid sin sydligaste gräns från jordens yta, ungefär den 20:e sydliga breddgraden. 
Messier 81 och Messier 82 anses vara idealiska för observation med kikare och små teleskop. De två objekten är i allmänhet inte observerbara med blotta ögat, även om mycket erfarna amatörastronomer kan se Messier 81 under exceptionella observationsförhållanden med en mycket mörk himmel. Teleskop med öppning på 20 cm eller större behövs för att urskilja strukturer i galaxen.
Galaxen observeras bäst under april.

## Interstellärt stoft
Merparten av emissionen vid infraröda våglängder kommer från interstellärt stoft. Detta interstellära stoft finns främst i galaxens spiralarmar, och det har visat sig höra hemma i stjärnbildningsområden. Den allmänna förklaringen är att de heta, kortlivade blå stjärnorna som finns i stjärnbildningsområden är mycket effektiva på att värma upp stoftet och därmed förstärka den infraröda stoftemissionen från dessa områden. 

## Klotformiga stjärnhopar
Det uppskattas att M81 har 210 ± 30 klotformiga stjärnhopar. I slutet av februari 2022 rapporterade astronomer att M81 kan vara källan till FRB 20200120E, ett upprepande snabbt radioutbrot.

## Supernovor

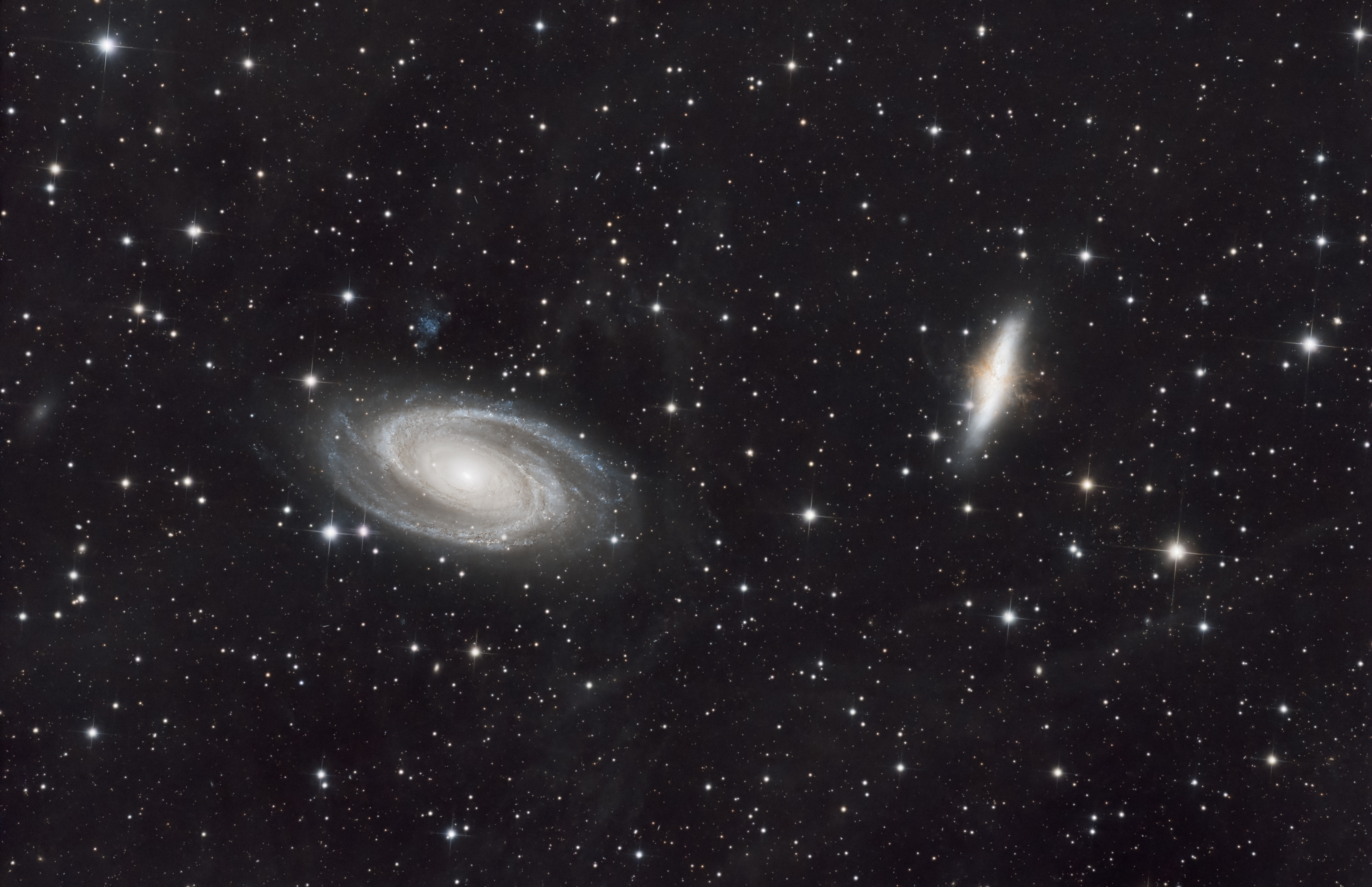
M81 (vänster) och M82 (höger). M82 är en av två galaxer som är starkt gravitationellt påverkade av M81. Den andra, NGC 3077, är belägen utanför bildens övre kant.

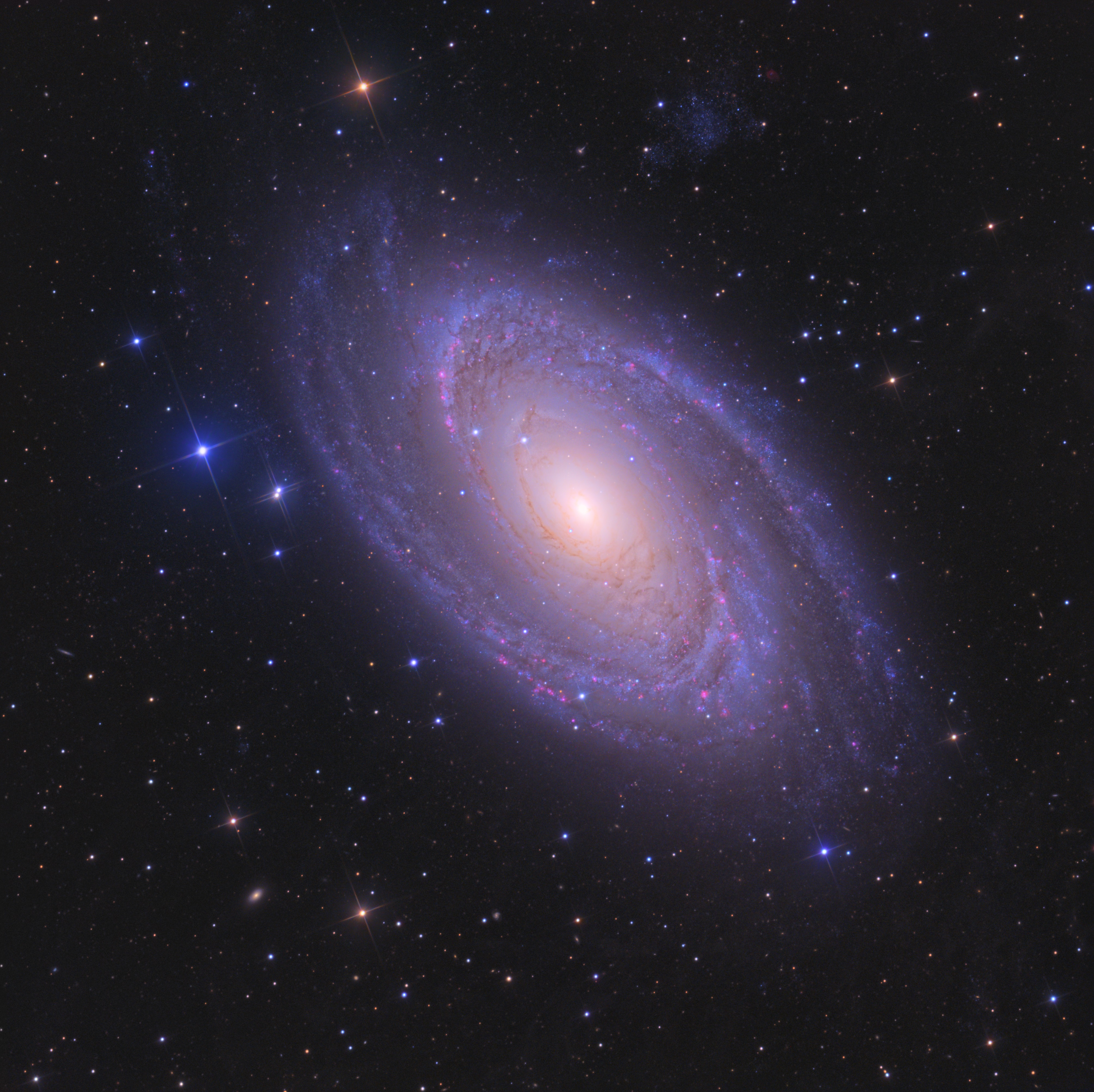
M81 med satellitgalaxen Holmberg IX i det övre mitten-högra hörnet

Endast en supernova har upptäckts i Messier 81. Supernovan, kallad SN 1993J, upptäcktes den 28 mars 1993 av F. García i Spanien. Vid den tiden var den den näst ljusaste typ II-supernovan som observerats under 1900-talet, med en skenbar magnitud på 10,7 som högst. Supernovans spektrala egenskaper förändrades över tid. Inledningsvis såg den mer ut som en typ II-supernova (en supernova som bildades genom explosionen av en superjättestjärna) med starka spektrallinjer för väteemission, men senare bleknade vätelinjerna och starka heliumspektrallinjer kom till, vilket gjorde att supernovan såg mer ut som en typ Ib.
Dessutom var variationerna i SN 1993J:s luminositet över tid inte lik de variationer som observerats i andra typ II-supernovor, men liknade de variationer som observerats i typ Ib-supernovor. Därför har supernovan klassificerats som en typ IIb, en övergångsklass mellan typ II och typ Ib. De vetenskapliga resultaten från denna supernova tyder på att typ Ib- och Ic-supernovor bildades genom explosioner av jättestjärnor genom processer som liknar de som äger rum i typ II-supernovor. Trots osäkerheterna i modelleringen av den ovanliga supernovan användes den ändå för att uppskatta ett mycket ungefärligt avstånd på 8,5 ± 1,3 miljarder ljusår (2,6 ± 0,4 Mparsec) till Messier 81. Som en lokal galax spårar Central Bureau for Astronomical Telegrams (CBAT) novor i M81 tillsammans med M31 och M33.

## Centralt svart hål
I centrum av M81 finns ett supermassivt svart hål (SMBH) med en massa på cirka 7 × 107 solmassor. SMBH är aktiv och har en ackretionsskiva och en ensidig relativistisk jetstråle. Observationerna visar också att det kan existera en andra SMBH som kretsar kring den primära SMBH med en period på cirka 30 år. Massan av den sekundära SMBH uppskattas till 0,1 av den primära.

## Omgivning
Messier 81 är den största galaxen i M81-gruppen, en grupp av 34 galaxer i stjärnbilden Stora björnen. Med ett avstånd på ungefär 11,7 miljoner ljusår (3,6 Mparsec) från jorden denna grupp och den lokala gruppen, som innehåller Vintergatan, relativa grannar i Virgosuperhopen.
Gravitationsinteraktioner mellan M81 och M82 och NGC 3077 har avlägsnat vätgas från alla tre galaxerna och bildat gasformiga filamentstrukturer i gruppen.Dessutom har dessa interaktioner gjort det möjligt för interstellär gas att falla in i centrum av M82 och NGC 3077, vilket lett till kraftig stjärnbildning eller starburstaktivitet där.

## Avstånd
Avståndet till Messier 81 har mätts av Freedman et al. till 3,63 ± 0,34 megaparsek (11,8 ± 1,1 miljoner ljusår ) med hjälp av Hubbleteleskopet för att identifiera klassiska Cepheid-variabler och mäta deras perioder med hjälp av period-luminositetsförhållandet som upptäcktes av Henrietta Swan Leavitt.